# Schanz (Maierhöfen)
Schanz (westallgäuerisch: Schants, im Gräntswirt) ist ein Gemeindeteil der Gemeinde Maierhöfen im bayerisch-schwäbischen Landkreis Lindau (Bodensee).

## Geographie
Die Einöde liegt circa drei Kilometer nördlich des Hauptorts Maierhöfen und zählt zur Region Westallgäu. Um Schanz herum verläuft die Ländergrenze zu Isny im Allgäu in Baden-Württemberg. Nördlich des Orts verläuft die Bundesstraße 12.

## Ortsname
Der Ortsname stammt vom neuhochdeutschen Wort „Schanze“ für „Befestigung aus aufgeworfener Erde bedeutet“ und bedeutet (Siedlung an der) (Grenz-)Befestigung.

## Geschichte
Schanz wurde erstmals urkundlich im Jahr 1818 mit einem Haus erwähnt. Der Ort lag genau auf der Grenze zwischen der Herrschaft Bregenz-Hohenegg und der Reichsstadt Isny. Schanz gehörte einst zum Gericht Grünenbach in der Herrschaft Bregenz.